# Acumulació per despossessió
L'acumulació per despossessió és un concepte encunyat pel geògraf i teòric marxista anglès David Harvey que consisteix en mètodes d'acumulació originària per a mantenir el sistema capitalista, mercantilitzant àmbits fins aleshores exclosos del mercat. Mentre que l'acumulació originària va suposar la implantació d'un nou sistema, segons la teoria marxista, en desplaçar el feudalisme, l'acumulació per despossessió té per objectiu mantenir el sistema actual, repercutint la crisi de sobreacumulació del capital en els sectors empobrits.
El terme, segons David Harvey, defineix els canvis neoliberals produïts en els països occidentals des de la dècada de 1970 fins a l'actualitat i que estarien guiats per quatre pràctiques, principalment: la privatització, la financiarització, la gestió i manipulació de les crisis i les redistribucions estatals de la renta. Els canvis es manifesten, entre d'altres, en la privatització d'empreses i serveis públics, que tenen en la seva arrel la privatització de la propietat comunal.